# Edene Gebbie
Edene Gebbie (Sogeri, 1995) és un jugador de rugby de Papua Nova Guinea que juga   en la posició de defensa. Des del 2025 juga al Doncaster R.L.F.C. de la RFL Championship anglesa. És internacional amb la selecció del seu país.